# Castello di Hochneukirchen
Il castello di Hochneukirchen (Schloss Hochneukirchen in tedesco) si trova nel comune austriaco di Neukirchen am Großvenediger nel distretto di Zell am See appartenente al Salisburghese e la sua costruzione risale al XIII secolo.

## Storia

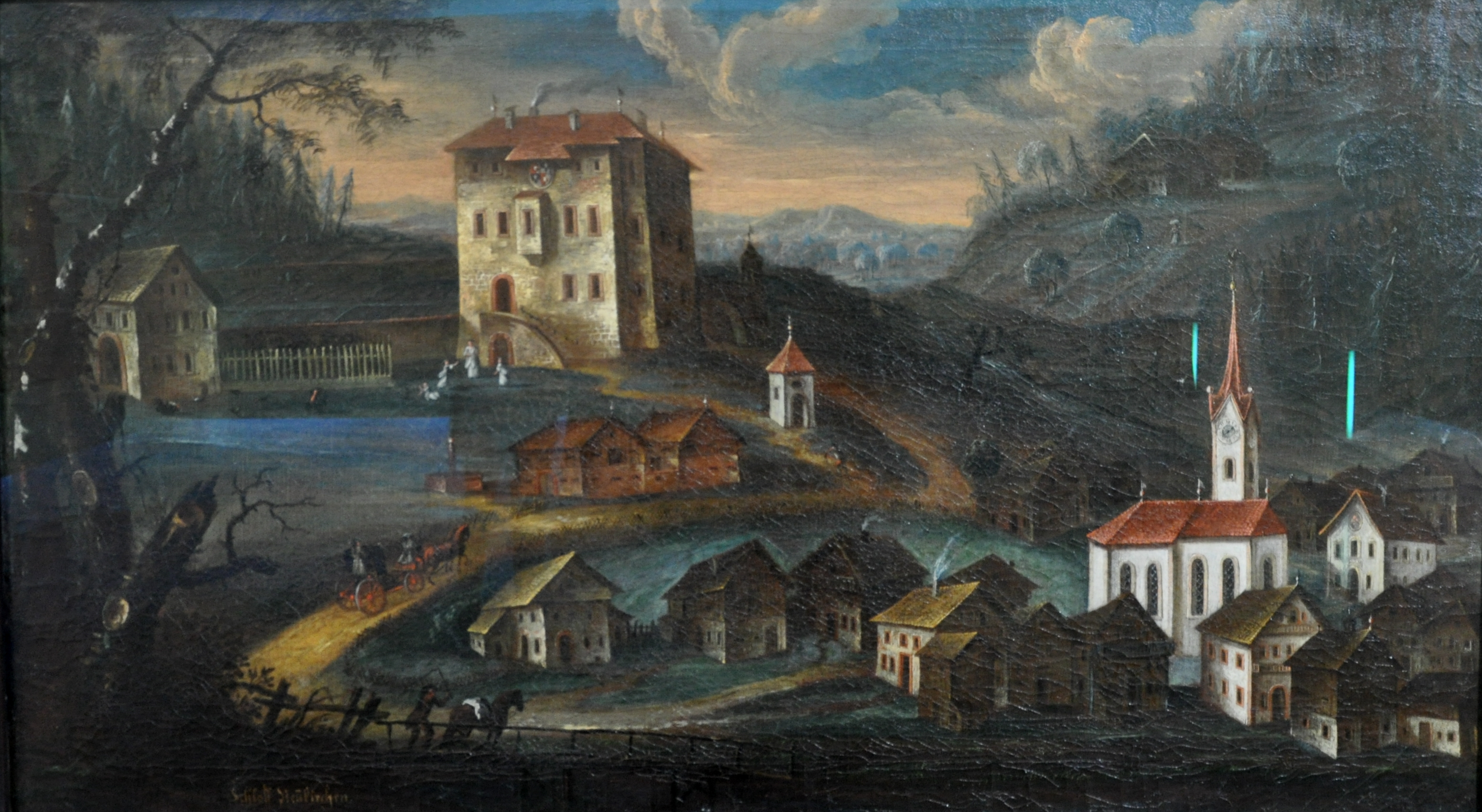
Il castello di Hochneukirchen in un dipinto di Franz Xaver König, 1760 circa

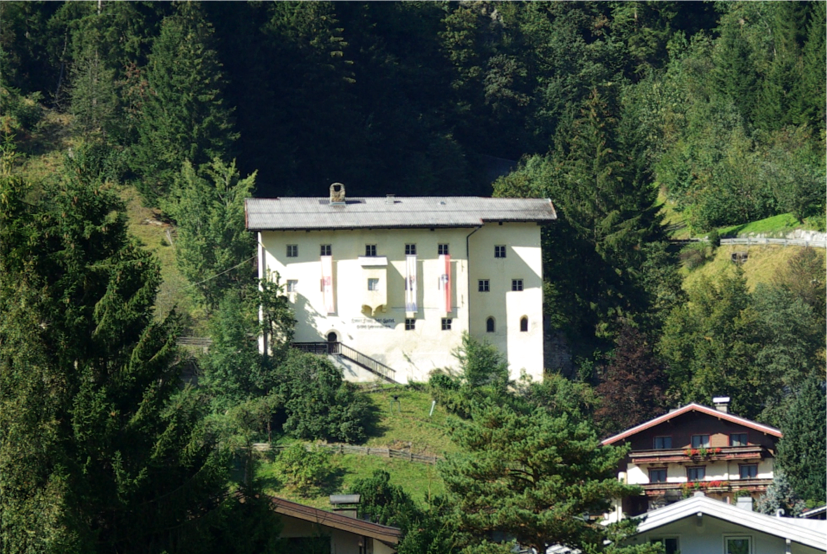
Il castello di Hochneukirchen

Gli scarsi resti di mura che sovrastano il castello che ci è pervenuto fanno pensare ad una struttura precedente della quale tuttavia si hanno poche informazioni. I signori di Neukirchen in origine furono probabilmente al servizio dei conti della vicina Mittersill e in seguito furono legati agli arcivescovi di Salisburgo. Il castello fu probabilmente costruito intorno alla metà del XIII secolo con i signori von Neukirchen e la loro famiglia si estinse nel 1547. Nel 1534 intanto parti significative del castello furono strappate via da una devastante alluvione del Wisbach e si persero il nucleo del castello e una torre residenziale.  Gli eredi vendettero il castello a Erasmo e Christoph von Kuenburg zu Kuenegg nel 1558 e la loro famiglia lo mantenne sino al 1811. Nella prima metà del XVIII secolo risulta che fossero ancora in corso importanti lavori di ristrutturazione ma da quel momento iniziò un lento degrado malgrado continuasse in parte ad essere abitato. Nel 1850 i conti di Kuenburg vendettero la signoria ai londinesi Lindon che tuttavia in seguito ebbero difficoltà economiche e Hochneukirchen fu rilevato dai Duregger, Trauner e Saulich,  mercanti della vicina Salisburgo che a loro volta ben presto la vendettero. I nuovi proprietari si rivelarono molto più interessati al terreno e al bosco che non all'edificio storico e così, nel 1874, il comune di Neukirchen acquistò il castello per utilizzarlo come sede di un ospizio per i poveri. Nel 1889 passò alle suore scolastiche di Hallein e fu trasformato in ospedale, ospizio per poveri e casa di cura. Nel 1958 il comune di Neukirchen riacquistò il castello e lo trasformò in una casa di riposo per anziani. Nel castello dal XXI secolo si trova uno studio dell'Accademia Wildkogel, dove si tengono corsi di fotografia e pittura.

## Descrizione
L'edificio ha perso da tempo il suo aspetto di castello e si trova sul versante settentrionale della montagna che sovrasta il comune austriaco di Neukirchen am Großvenediger, da cui deriva il nome della località di Hochneukirchen, nel distretto di Zell am See, in Salisburghese. La struttura ha subito nel tempo molte modifiche con aggiunte e demolizioni dovute agli usi ai quali era destinato. La facciata posteriore in particolare ricorda più un ospizio per poveri che una residenza aristocratica. Molti alloggi storici furono conservati e la maggior parte di questi risale al XVI secolo. L'edificio ha tre piani e presenta cinque o sette serie di finestre per piano. La pianta è quadrata ed ampliata da due strette ali laterali agli angoli sud-ovest e sud-est. La cappella del castello, dedicata a Sant'Antonio, si trova al primo piano del lato esposto a sud e si nota per le sue due finestre ogivali. Nella parte anteriore vi sono alti muri di contenimento. Il cancello ad arco è semplice ed è raggiungibile attraverso una piccola scala. Sopra il portale di accesso sporge un bovindo rettangolare poggiante su mensole. Gli interni sono stati modificati nel tempo ed è rimasto il corridoio con volta a botte che unisce i lati est e ovest. A ovest del castello si trova l'edificio che fungeva da accoglienza completamente rimodernato.

### Bene architettonico tutelato
Il castello di Hochneukirchen in Austria è un bene sottoposto a tutela artistica col numero 76196.